# Servicios internos de la Comisión Europea
El término Servicios Internos hace referencia al conjunto de Direcciones Generales y Servicios dentro de la Comisión Europea que proveen servicios a las DGs políticas o que realizan tareas administrativas. No tienen funciones políticas en sí mismas.

## Estructura
- Presupuestos
- Oficina de Consejeros de Política Europea (BEPA)
- Informática (DIGIT)
- Infraestructuras y Logística
  - Bruselas (OIB)
  - Luxemburgo (OIL)
- Servicio de Auditoría Interna (IAS)
- Interpretación
- Servicio Jurídico
- Personal y Administración
- Traducción (DGT)